# The Pros and Cons of Hitch Hiking
The Pros and Cons of Hitch Hiking debitantski je samostalni studijski album britanskog glazbenika Rogera Watersa. Album je bio objavljen 30. travnja 1984., godinu dana prije nego što je Waters najavio svoj odlazak iz Pink Floyda. Udruženje diskografske industrije Amerike dodijelilo je albumu zlatnu ploču u travnju 1995. godine.

## Koncept
Koncept albuma, kakvog ga je Waters osmislio 1977. godine, prati razne čovjekove misli tijekom cestovnog putovanja po Kaliforniji, usredotočivši se na njegovu krizu srednjih godina, ali i njegov san o činjenju preljuba s autostopericom koju pokupi u međuvremenu. Tijekom puta također se suočava s ostalim strahovima i paranojom, a svi se navedeni događaji zbivaju u stvarnom vremenu, tijekom ranih jutarnjih sati neodređenog dana, između 4:30 i 5:12.
Waters je u srpnju 1978. godine svojim kolegama u grupi Pink Floyd odsvirao neke svoje glazbene demouratke koje je uspio sastaviti, ali i dijelove drugog albuma kojeg je imao u pripremi, tada pod nazivom Bricks in the Wall. Nakon duge je rasprave skupina zaključila da joj se više sviđa koncept Bricks in the Walla, iako je njen tadašnji menadžer, Steve O'Rourke, smatrao da Pros and Cons bolje zvuči u konceptualnom, dok je David Gilmour smatrao da je Pros and Cons snažniji u glazbenom smislu.
Bricks in the Wall, kasnije preimenovan u The Wall, postao je sljedeći album Pink Floyda 1979. godine, a Waters je odgodio Pros and Cons. Početkom 1983. Waters se samostalno vratio odgođenom projektu. Album je bio sniman u trima različitim studijima od veljače do prosinca 1983. u Londonu, studijima Olympic Studios, Eel Pie Studios i Watersovom vlastitom studiju, Billiard Roomu, u kojem je snimio demouratke. Na albumu se pojavljuje glazbeni dirigent Michael Kamen, glumac Jack Palance u pjevačkoj ulozi, saksofonist David Sanborn i gitarist Eric Clapton.
Sedma skladba, 4.50 AM (Go Fishing) sadrži istu melodiju kao i refren skladbe "The Fletcher Memorial Home" s Pink Floydovog albuma The Final Cut; u pitanju je melodija za stih "The Fletcher Memorial Home for incurable tyrants and kings". Navedena skladba sadrži i jedan automobilski zvuk i djelomično promijenjenu refrensku melodiju s pjesme "Your Possible Pasts" koja se nalazi na istom albumu.

## Objava i omot
Budući da je izvorna inačica albuma bila objavljena 1984. godine na tradicionalnoj dvodijelnoj gramofonskoj ploči i kazeti, nekoliko sekunda nedostaje između prve i druge strane kako bi se održao Watersov koncept, omogućujući slušatelju da okrene ploču (ili kazetu) kako bi druga polovica prema planu počela točno u 4:50. Međutim, kad je album bio objavljen na CD-u nekoliko godina poslije, ovaj je kratak razmak nestao zbog neprekinute reprodukcije, vraćajući vrijeme unazad nekoliko sekundi. Vremena za "4:37 AM (Arabs With Knives and West German Skies)" i "4:47 AM (The Remains of Our Love)" na prvoj su strani krivo označena: pjesme započinju nekoliko sekundi prije napisanog; poimence počinju u "4:36" i "4:46".
Gerald Scarfe, koji je bio zaslužan za ilustracije i određene animacije na albumu The Wall Pink Floyda, izradio je omot za Pros and Cons. Njegova je naslovnica izazvala kontroverze jer je sadržavala fotografiju golog modela i pornoglumice Linzi Drew. Iako je album izvorno bio objavljen s netaknutom nagošću, na kasnijim je inačicama koje je objavila Columbia Records Drewina stražnjica bila cenzurirana crnim pravokutnikom.

## Popis pjesama
Tekstovi i glazba: Roger Waters. 
| 1.    | »4:30 AM (Apparently They Were Travelling Abroad)«     | 3:12 |
| 2.    | »4:33 AM (Running Shoes)«                              | 4:08 |
| 3.    | »4:37 AM (Arabs with Knives and West German Skies)«    | 2:17 |
| 4.    | »4:39 AM (For the First Time Today, Part 2)«           | 2:02 |
| 5.    | »4:41 AM (Sexual Revolution)«                          | 4:49 |
| 6.    | »4:47 AM (The Remains of Our Love)«                    | 3:09 |
| 7.    | »4:50 AM (Go Fishing)«                                 | 6:59 |
| 8.    | »4:56 AM (For the First Time Today, Part 1)«           | 1:38 |
| 9.    | »4:58 AM (Dunroamin, Duncarin, Dunlivin)«              | 3:03 |
| 10.   | »5:01 AM (The Pros and Cons of Hitch Hiking, Part 10)« | 4:36 |
| 11.   | »5:06 AM (Every Stranger's Eyes)«                      | 4:48 |
| 12.   | »5:11 AM (The Moment of Clarity)«                      | 1:28 |
| 42:07 |                                                        |      |

## Zasluge
| Roger Waters - Roger Waters – vokali, bas-gitara, ritam gitara, efekti na traci, produkcija, dizajn omota Dodatni glazbenici - Eric Clapton – solo gitara, prateći vokali, sintesajzer gitara - Ray Cooper – udaraljke - Andy Newmark – bubnjevi, udaraljke - David Sanborn – saksofon - Michael Kamen – klavir, produkcija, - Andy Bown – Hammond orgulje, gitara s 12 žica - Madeline Bell – prateći vokali - Katie Kissoon – prateći vokali - Doreen Chanter – prateći vokali - Raphael Ravenscroft – rog - Kevin Flanagan – rog - Vic Sullivan – rog - Michael King – efekti - National Philharmonic Orchestra – orkestar | Ostalo osoblje - Andy Jackson – inženjer zvuka, snimanje - Laura Boisan – dodatni inženjer zvuka - Doug Sax – mastering - Mike Reese – mastering - Gerald Scarfe – dizajn omota - Alex Henderson – fotografija Glumci - Andy Quigley kao Velšanin u operacijskoj sali - Beth Porter kao Supruga - Roger Waters kao Muškarac - Manning Redwood kao Vozač kamiona - Ed Bishop kao Vozač kamiona - Jack Palance kao Hells Angel - Madeline Bell kao Djevojka Hells Angela |